# Patientrörlighetsdirektivet
Patientrörlighetsdirektivet, eller direktiv 2011/24/EU, även känt som patientdirektivet och direktivet om gränsöverskridande hälso- och sjukvård, är ett europeiskt direktiv som reglerar tillämpningen av patienträttigheter vid gränsöverskridande hälso- och sjukvård inom Europeiska unionen. Direktivet kompletterar bestämmelserna i socialförsäkringsförordningen och fastställer bland annat villkoren för gränsöverskridande hälso- och sjukvård inom ramen för den fria rörligheten för tjänster. Det utfärdades av Europaparlamentet och Europeiska unionens råd den 9 mars 2011, trädde i kraft den 24 april 2011 och skulle vara införlivat i medlemsstaternas nationella lagstiftning och andra författningar senast den 25 oktober 2013.
Direktivet fastställer övergripande regler om tillhandahållandet av gränsöverskridande hälso- och sjukvård och ersättningen för sådana kostnader. Direktivet kräver även att medlemsstaterna ska säkerställa att recept som skrivs ut i en medlemsstat för ett läkemedel som är godkänt enligt unionsrätten även ska vara giltigt i övriga medlemsstater.